# San Pedro Chichila
San Pedro Chichila är en ort i Mexiko.   Den ligger i kommunen Taxco de Alarcón och delstaten Guerrero, i den södra delen av landet, 110 km sydväst om huvudstaden Mexico City. San Pedro Chichila ligger 1 772 meter över havet och antalet invånare är 224.
Terrängen runt San Pedro Chichila är huvudsakligen kuperad, men söderut är den bergig. Runt San Pedro Chichila är det ganska tätbefolkat, med 86 invånare per kvadratkilometer. Närmaste större samhälle är Taxco de Alarcón, 7,2 km öster om San Pedro Chichila. I omgivningarna runt San Pedro Chichila växer huvudsakligen savannskog.